# L'amica geniale (serie televisiva)
L'amica geniale è una serie televisiva italo-statunitense creata da Saverio Costanzo e trasmessa in prima visione dal 18 novembre 2018 all'11 novembre 2024 negli Stati Uniti su HBO e dal 27 novembre 2018 al 9 dicembre 2024 in Italia su Rai 1. Prodotta da Wildside, Fandango e The Apartment con Umedia e Mowe per Rai Fiction, HBO e TIMvision, è una trasposizione dell'omonima serie di romanzi di Elena Ferrante.
La serie è stata distribuita all'estero da Fremantle in versione sottotitolata e con il titolo My Brilliant Friend nei paesi anglofoni.

## Trama
La serie narra dello speciale legame che unisce Elena "Lenù" Greco e Raffaella "Lila" Cerullo, cresciute in un rione popolare di Napoli, nell'arco di sessant'anni.

## Episodi
La prima stagione è stata trasmessa in anteprima mondiale alla 75ª Mostra del cinema di Venezia il 1º settembre 2018, dove è stata ampiamente acclamata dalla critica ed ha ricevuto l'applauso del pubblico. Successivamente trasmessa in prima visione assoluta negli Stati Uniti d'America sul canale HBO dal 18 novembre al 10 dicembre 2018. In Italia è stata trasmessa su Rai 1 e pubblicata su TIMvision dal 27 novembre al 18 dicembre 2018.
La seconda stagione, basata su Storia del nuovo cognome e confermata ufficialmente il 4 dicembre 2018, è stata trasmessa in prima visione assoluta in Italia su Rai 1 dal 10 febbraio al 2 marzo 2020. Negli Stati Uniti è stata trasmessa sul canale HBO dal 16 marzo al 4 maggio 2020.
La terza stagione, basata su Storia di chi fugge e di chi resta e confermata ufficialmente il 5 dicembre 2020, è stata trasmessa in prima visione assoluta in Italia su Rai 1 dal 6 al 27 febbraio 2022, con i primi due episodi in anteprima su RaiPlay dal 4 febbraio. Negli Stati Uniti è stata trasmessa sul canale HBO dal 28 febbraio al 18 aprile 2022.
La quarta stagione, tratta dall'ultimo libro della tetralogia, Storia della bambina perduta, è trasmessa in prima visione assoluta negli Stati Uniti sul canale HBO dal 9 settembre all'11 novembre 2024. In Italia viene trasmessa su Rai 1 dall'11 novembre al 9 dicembre 2024.
| Stagione         | Episodi | Prima TV USA | Prima TV Italia |
| ---------------- | ------- | ------------ | --------------- |
| Prima stagione   | 8       | 2018         | 2018            |
| Seconda stagione | 8       | 2020         | 2020            |
| Terza stagione   | 8       | 2022         | 2022            |
| Quarta stagione  | 10      | 2024         | 2024            |

## Personaggi e interpreti
- Elena "Lenù" Greco (stagioni 1-4), interpretata da Elisa Del Genio (stagione 1, ospite stagione 2), da Margherita Mazzucco (stagioni 1-3) e da Alba Rohrwacher (stagione 4, cameo stagione 3). Interpretata anche da Elisabetta De Palo[n 1] (anziana, ospite stagioni 1 e 4) e Ingrid Del Genio[14] (bambina, ospite stagione 1).
- Raffaella "Lila" Cerullo (stagioni 1-4), interpretata da Ludovica Nasti (stagione 1, ospite stagione 2), da Gaia Girace (stagioni 1-3, ospite stagione 4) e da Irene Maiorino (stagione 4).
- Immacolata Greco (stagioni 1-4), interpretata da Anna Rita Vitolo.
Madre di Elena.
- Vittorio Greco (stagioni 1-4), interpretato da Luca Gallone.
Padre di Elena.
- Manuela Solara (stagioni 1-3), interpretata da Imma Villa.
Moglie di Silvio.
- Silvio Solara (stagione 1, ricorrente stagioni 2-4), interpretato da Antonio Milo.
Proprietario del Bar Solara.
- Michele Solara (stagioni 1-4), interpretato da Alessio Gallo (stagioni 1-3) e da Edoardo Pesce (stagione 4).
Secondogenito di Silvio e Manuela. Interpretato anche da Adriano Tammaro (bambino, ricorrente stagione 1).
- Nunzia Cerullo (stagioni 1-4), interpretata da Valentina Acca.
Madre di Lila e Rino.
- Fernando Cerullo (stagioni 1-4), interpretato da Antonio Buonanno.
Padre di Lila e Rino.
- Maestra Oliviero (stagioni 1-2), interpretata da Dora Romano.
Insegnante di Elena e Lila alle elementari.
- Don Achille Carracci (stagione 1), interpretato da Antonio Pennarella.
- Nella Incardo (stagioni 1-2), interpretata da Nunzia Schiano.
Cugina della maestra Oliviero.
- Stefano Carracci (ricorrente stagione 1, stagioni 2-4), interpretato da Giovanni Amura (stagioni 1-3) e da Giorgio Pinto (stagione 4).
Il maggiore dei figli di Don Achille. Interpretato anche da Kristijan Di Giacomo (bambino, ricorrente stagione 1).
- Rino Cerullo (ricorrente stagione 1, stagioni 2-4), interpretato da Gennaro De Stefano (stagione 1-3) e da Salvatore Striano (stagione 4).
Fratello maggiore di Lila. Interpretato anche da Tommaso Rusciano (bambino, ricorrente stagione 1).
- Giovanni "Nino" Sarratore (ricorrente stagione 1, stagioni 2-4), interpretato da Francesco Serpico (ricorrente stagione 1, stagioni 2-3), da Fabrizio Gifuni (stagione 4) e da Alessandro Nardi (bambino, ospite stagione 1).
- Pinuccia Carracci (ricorrente stagione 1, stagioni 2-4), interpretata da Federica Sollazzo (stagioni 1-3) e da Giovanna Cappuccio (stagione 4).
Secondogenita di Don Achille. Interpretata anche da Giuliana Tramontano (bambina, ricorrente stagione 1).
- Professoressa Galiani (ricorrente stagione 1, stagione 2), interpretata da Anna Redi (ricorrente stagione 1) e da Clotilde Sabatino (stagione 2).
Professoressa al liceo.
- Ada Cappuccio (ricorrente stagione 1, stagioni 2-4), interpretata da Ulrike Migliaresi (stagioni 1-3) e da Fabiana Fazio (stagione 4) e da Lucia Manfuso (bambina, ricorrente stagione 1).
- Antonio Cappuccio (ricorrente stagione 1, stagioni 2-4), interpretato da Domenico Cuomo (bambino, ricorrente stagione 1), da Christian Giroso (stagioni 2-3) e da Massimiliano Rossi (stagione 4).
- Pasquale Peluso (ricorrente stagione 1, stagioni 2-4), interpretato da Eduardo Scarpetta e da Francesco Catena (bambino, ricorrente stagione 1).
- Enzo Scanno (ricorrente stagione 1, stagioni 2-4), interpretato da Giovanni Buselli e da Pio Stellaccio (stagione 4) e da Vincenzo Vaccaro (bambino, ricorrente stagione 1).
- Bruno Soccavo (stagioni 2-3), interpretato da Francesco Russo.
- Franco Mari (stagioni 2-4), interpretato da Bruno Orlando (stagioni 2-3) e da Stefano Dionisi (stagione 4).
Studente e fidanzato di Elena durante i primi anni di università.
- Adele Airota (stagioni 2-4), interpretata da Daria Deflorian.
Suocera di Elena.
- Pietro Airota (stagione 2-4), interpretato da Matteo Cecchi (stagioni 2-3) e da Pier Giorgio Bellocchio (stagione 4).
Marito di Elena.
- Adele “Dede” Airota, interpretata da Sofia Luchetti (piccola, stagione 3), Vittoria Cozza (bambina, stagione 4) e da Ludovica Rita Di Meglio (adolescente, stagione 4).
Primogenita di Elena e Pietro Airota.
- Elsa Airota, interpretata da Sophia Protino (stagione 3), Fatima Credendino (bambina, stagione 4), Adriana Trotta (preadolescente, stagione 4), Aria e Luce Milighetti (bambina piccola, guest stagione 3), Dominique Donnarumma (adolescente, guest stagione 4).
Secondogenita di Elena e Pietro, sorella minore di Dede.
- Imma Sarratore (stagione 4), interpretata da Aurora Grimaldi, Tyara Cascone e Gaia Cuomo (preadolescente).
Figlia di Elena e Nino Sarratore.

## Produzione
Il 5 dicembre 2020, in occasione della consegna dei Premi Biagio Agnes in diretta su Rai 1 e su RaiPlay, Saverio Costanzo ha confermato che era in corso la stesura della sceneggiatura della terza stagione e che la regia sarebbe stata di Daniele Luchetti.

### Riprese
Le riprese della prima stagione sono iniziate nell'ottobre 2017 e si sono concluse nel giugno 2018, svolgendosi a Napoli, Ischia, Caserta, Marcianise e sulla Spiaggia di Fontania di Gaeta. Il Rione Luzzatti, luogo in cui è ambientata la vicenda, è stato ricostruito a Caserta: le palazzine hanno la facciata esterna con i balconi, ma all'interno contengono solo impalcature; la facciata della chiesa è una copia fedele di come appariva negli anni cinquanta, il terrapieno dove passa il treno è ricreato dal computer, molti oggetti di scena come la lavagna e la cattedra sono originali dell'epoca e lo sfondo che si vede dietro alle palazzine è una proiezione su pannelli. L'area, occupando sei ettari compresi i capannoni adibiti a teatri di posa per gli interni, è il set più grande d'Europa. Le riprese della seconda stagione sono iniziate a marzo 2019 per una durata di sei mesi.

La selezione del cast è durata quasi un anno, durante il quale sono stati esaminati cinquemila candidati di tutte le età. Elena Ferrante ha chiesto espressamente l'impiego di attori bambini dilettanti:
Le sigle di tutte le stagioni della serie sono state realizzate da Federico Mauro (Vertigo): per quelle della seconda, della terza e della quarta stagione, in particolare, le riprese sono state effettuate con cineprese in formato Super 8 millimetri.

## Colonna sonora
La colonna sonora originale de L'amica geniale è stata interamente composta dal musicista Max Richter.

### My Brilliant Friend (TV Series Soundtrack)
Il 7 dicembre 2018 venne pubblicata la colonna sonora della serie televisiva.
Edizioni musicali Deutsche Grammophon.
1. Elena & Lila – 4:53
2. Whispers – 3:41
3. Your Reflection – 3:35
4. The Days Go By – 2:43
5. Interior Dialogues – 1:37
6. In the Dark – 2:30
7. In Spite of All – 2:10
8. Brilliant Clouds – 1:11
9. In Remembrance of You – 4:57
10. Shimmering Clouds – 1:15
11. She Was Running – 2:08
12. Our Reflection – 5:35

Durata totale: 36:15

### Tracce non originali
Musiche di Max Richter.
1. Spring 1 (tratto dall'album Recomposed by Max Richter: Vivaldi – The Four Seasons del 2012) – 2:31 (musica: Max Richter, Antonio Vivaldi)
2. Summer 2 (tratto dall'album Recomposed by Max Richter: Vivaldi – The Four Seasons del 2012) – 3:59 (musica: Richter, Vivaldi)
3. Cypher (tratto dal singolo Cypher del 2018) – 7:43
4. Aria 2 - Pt. 1 (tratto dall'album Sleep del 2015) – 1:19
5. Infra 5 (tratto dall'album Infra del 2010) – 5:16
6. Infra 8 (tratto dall'album Infra del 2010) – 3:21
7. Love Song (Cascade) (tratto dall'album Perfect Sense (Original Film Soundtrack) del 2011) – 1:02
8. Organum (tratto dall'album The Blue Notebooks del 2004) – 3:13
9. Dream 13 (Minus Even) (tratto dall'album Sleep del 2015) – 8:52
10. Vladimir's Blues (tratto dall'album The Blue Notebooks del 2004) – 1:18
11. Iconography (tratto dall'album The Blue Notebooks del 2004) – 3:38
12. Chorale/Glow - Pt. 1 (tratto dall'album Sleep del 2015) – 2:00
13. Circles from The Rue Simon - Crubellier (tratto dall'album 24 Postcards in Full Colour del 2008) – 1:04
14. Dream 19 (Pulse) - Pt. 6 (tratto dall'album Sleep del 2015) – 3:17
15. Interior Dreams an Idea (tratto dall'album Henry May Long (Original Motion Picture Soundtrack) del 2008) – 2:18
16. Kierling/Doubt (tratto dall'album 24 Postcards in Full Colour del 2008) – 0:50
17. Space 11 (Invisible Pages Over) (tratto dall'album Sleep del 2015) – 5:15
18. Space 17 (Chains) - Pt. 7 (tratto dall'album Sleep del 2015) – 1:08
19. Space 21 (Petrichor) (tratto dall'album Sleep del 2015) – 4:47
20. Sublunar - Pt. 1 (tratto dall'album Sleep del 2015) – 1:29

Durata totale: 64:20

## Promozione
Il 30 agosto 2018 sono stati pubblicati su YouTube due trailer, di cui uno sottotitolato in inglese.
I primi due episodi sono stati proiettati in anteprima alla 75ª Mostra internazionale d'arte cinematografica di Venezia, riscuotendo un ampio apprezzamento e successivamente in anteprima nei cinema italiani nei giorni 1, 2 e 3 ottobre 2018.
La serie è stata venduta in 162 paesi raggiungendo così una diffusione mondiale.

## Riconoscimenti
- Premio Flaiano[26]
  - 2019 – Premio della Presidenza a Ludovica Nasti e Elisa Del Genio
  - 2022 – Miglior regia a Daniele Luchetti
- Gotham Independent Film Awards[27]
  - 2019 – Candidatura per la miglior serie rivelazione - formato lungo
- Nastri d'argento - Grandi Serie
  - 2022 – Miglior attore non protagonista a Eduardo Scarpetta[28]
  - 2022 – Candidatura alla migliore serie TV
  - 2025 – Nastro d'argento Speciale - Protagonisti dell'anno a Alba Rohrwacher[29]
  - 2025 – Candidatura alla migliore serie TV - Drama
  - 2025 – Candidatura alla miglior attrice protagonista a Irene Maiorino
  - 2025 – Candidatura al miglior attore protagonista a Fabrizio Gifuni
  - 2025 – Candidatura alla miglior attrice non protagonista a Anna Rita Vitolo
- Italian Global Series Festival
  - 2025 – Miglior regia in una serie drama a Laura Bispuri[30]
  - 2025 – Miglior sceneggiatura in una serie drama a Elena Ferrante, Francesco Piccolo, Laura Paolucci, Saverio Costanzo
  - 2025 – Candidatura alla miglior serie drama
  - 2025 – Candidatura alla miglior attrice protagonista in una serie drama a Irene Maiorino
  - 2025 – Candidatura al miglior attore protagonista in una serie drama a Fabrizio Gifuni